# 鄭雅文 (主持人)
鄭雅文（1991年10月10日—），出生於台灣，父親為台灣人、母親是美國人倪安寧，目前為台灣旅遊節目《愛遊台灣》及《愛遊世界》的主持人。
從小被診斷為雙耳極重度聽損，兩歲半時植入電子耳後，藉由聽覺口語法學習聽與說。雅文基金會也因她學習聽與說的成功而成立。
鄭雅文學習說話的聽覺口語法是利用植入的人工電子耳幫助她獲得部分聽覺，依照自然發展的程序透過會話式互動提昇聽覺、語言以及認知能力，加強聽說以及語言能力的訓練。當時聽覺口語法僅有英文教學，所以她並不會聽及說中文。

## 節目主持

### 電視節目
| 年份   | 頻道                                     | 節目               |
| 2015年 | TVBS                                     | 《台灣文創遊》     |
| 2017年 | 緯來綜合台/中天娛樂台/中天綜合台         | 《愛遊台灣第一季》 |
| 2017年 | TVBS/中天娛樂台/中天綜合台               | 《愛遊台灣第二季》 |
| 2017年 | TVBS/中天娛樂台/中天綜合台               | 《愛遊台灣第三季》 |
| 2018年 | TVBS/中天娛樂台/中天綜合台               | 《愛遊台灣第四季》 |
| 2018年 | TVBS/中天娛樂台/中天綜合台/Eleven Sports | 《愛遊世界第五季》 |
| 2019年 | TVBS/Eleven Sports/東森綜合台            | 《愛遊世界第六季》 |

## 文學作品
與謝其濬共同著作《愛，使生命動聽》
，書中講述了鄭雅文出生後的聽損情況以及介紹雅文基金會

## 獎項紀錄
| 年份       | 獲提名                               | 獎項                                    | 結果 |
| 2019年10月 | 《Follow Alana愛遊世界》             | 第54屆電視金鐘獎 生活風格節目主持人獎   | 提名 |
| 2020年1月  | 《Follow Alana愛遊世界：夜宿大堡礁》 | 第24屆亞洲電視大獎 最佳娛樂節目主持人獎 | 獲獎 |
| 2020年10月 | 《Follow Alana愛遊世界》             | 第55屆電視金鐘獎 生活風格節目主持人獎   | 提名 |

## 外部連結
- 鄭雅文的官方網站
- 鄭雅文的Instagram帳戶
- Follow Alana的Facebook專頁
- YouTube上的Follow Alana頻道